# Cattedrale di Luni
La cattedrale di Luni, nota anche come la pieve di Santa Maria (o Plebs Civitatis), fa parte dell’area archeologica dell’antica Luna, colonia romana fondata nel 177 a.C. 

L’edificio sorgeva nell'area sud-occidentale dell’abitato, non lontano dal porto, ed era disposto ortogonalmente all'antico foro. La chiesa, non più esistente dal XIII secolo circa, è stata individuata da campagne di scavo che hanno permesso di comprendere che fu  edificata tra la fine del IV e l'inizio del V secolo, su una domus romana a sua volta risalente all’epoca repubblicana. Si ritiene che la diocesi di Luni sia stata fondata proprio nel V secolo.

## Storia

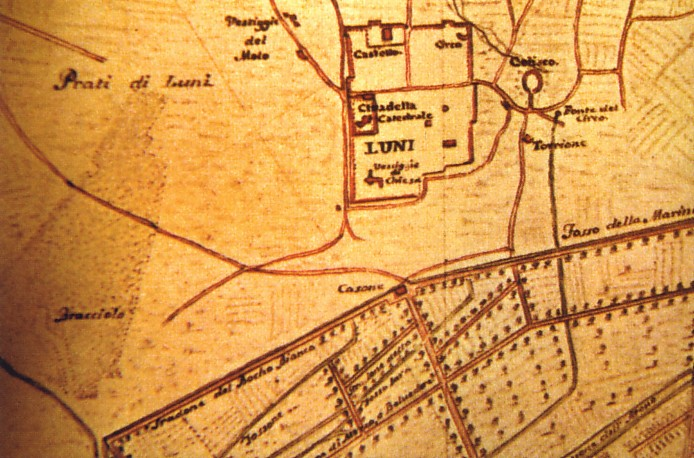
Mappa della zona di Luni nel XVI secolo

In quanto Cattedrale la pieve di Santa Maria era considerata "madre" di tutte le chiese della diocesi, ma la sua giurisdizione plebana era limitata alla città, e alla campagna intorno, all'incirca compresa tra la sponda sinistra del Magra, quella destra del fosso Lavello, fino alla zona di Nazzano presso Carrara: comprendeva le odierne Marina di Carrara, Nazzano, Avenza e Fontia nel comune di Carrara, una piccola parte di quello di Fosdinovo, tutto quello Ortonovo e Castelnuovo Magra, oltre a lembi di quelli di Ameglia e Sarzana.
In questo ampio territorio erano compresi molteplici edifici religiosi, in primis le altre chiese di Luni: quella dedicata a san Pietro (di cui resta il toponimo e l'omonima strada San Pero), una cappella dedicata a santa Giuliana presso il porto, una a san Maurizio, con tanto di ospedale. L'avanzare delle paludi e della malaria, le scorrerie saracene e normanne provocarono il progressivo abbandono della città e lo stesso vescovo, insieme al Capitolo, vagarono per circa due secoli di borgo in borgo, pur tornando a Luni e nella sua cattedrale per le feste solenni.
Il Capitolo della cattedrale lunense sorse entro gli inizi dell'VIII secolo ed era dotato di svariati beni, tra cui una cappella dedicata a San Martino nella zona di Ortonovo, la chiesa di San Pietro ad Avenza, gli ospedali di San Lazzaro nell'omonima località sarzanese e di San Leonardo a Castelnuovo Magra, in località Ospedale.
Dopo lunghe trattative il vescovo Gualtiero II nel 1201, concorde con i canonici, ottenne il trasferimento della sede episcopale dalla cattedrale di Luni a Sarzana «cum auctoritate domini Innocentii Pape tercii communi utilitate tocius cleri et populi episcopatus" poiché della città nulla spes de eius reedificatione remansit". Questa decisione venne ulteriormente ratificata dal Papa nel 1203 e nel 1204 considerando come Luni «...così divori e consumi i suoi abitatori che pochi o nessuno più vi dimora, né vi è più un popolo che conservi e difenda i diritti e le libertà della Chiesa».
In seguito a questo il vescovo Gualtiero II cedette le due pievi sarzanesi al Capitolo, in cambio del borgo di Avenza: il territorio plebano dell'antica cattedrale, ridotto di tutta la zona di Avenza, Nazzano e Fontia, rimaneva di proprietà del Capitolo che, poiché la città era pressoché deserta e in rovina, in pratica possedeva solo le cappelle rurali. Il 25 aprile di ogni anno vescovo, clero e popolo si dirigevano in processione tra le rovine delle chiese, per tutto il XIII secolo i vescovi continuarono a prendere possesso della Diocesi con un rito celebrato nell'antica cattedrale, presso cui venivano seppelliti i morti almeno fino agli inizi del XIV secolo.

## Archeologia
Le indagini archeologiche nell’area della cattedrale lunense degli ultimi decenni hanno risentito del fatto che gli scavi settecenteschi e ottocenteschi danneggiarono in modo irreversibile il deposito archeologico. Peraltro, come nel caso degli interventi di Paolo Podestà del 1889-1897, non si lasciarono alcun resoconto utile alla ricostruzione del contesto.
Gli scavi condotti dalla Soprintendenza alle antichità a partire dal 1973 hanno però permesso di ricostruire le diverse fasi di vita dell’edificio. 
Esso nacque, alla fine del I secolo a.C., come un’ampia casa signorile, costituita da un complesso di vani affacciati su un portico aperto su un giardino. La ricca dimora venne ribattezzata domus di Oceano, a motivo del bellissimo mosaico che ha restituito. Parte della struttura è ancora visibile in corrispondenza della navata centrale e della navata sinistra, oltre che a Sud della navata destra della chiesa. 

Il primo edificio di culto, probabilmente sede del vescovo di Luni, venne costruito tra il IV ed il V secolo. Si trattava di una chiesa absidata a tre navate divise da colonne e preceduta da un nartece. Non è noto a quale santo sia stato dedicato l’edificio, ma è possibile che quando venne ristrutturato, in età bizantina (VI secolo), fosse intitolato al “nome di Cristo”, come prova l’iscrizione su un mosaico donato da un tale Geronzio, forse vescovo di Luni. 
Certo è che a partire dall’epoca carolingia (VIII-IX secolo) le fonti citano la chiesa come la “pieve di Santa Maria”. 
In questa fase venne costruita una cripta all’interno dell’abside e vennero edificate anche le due absidiole laterali. 
Infine, nel XII secolo, l’abside maggiore e la facciata vennero riedificati assumendo le tipiche forme del romanico lombardo.  
Nel XIII secolo, il declino dell’antica città, dovuto sia all’interramento di bacini portuali e al conseguente deterioramento del clima, sia alle scorrerie barbaresche, spinse i vescovi a spostare la sede della diocesi a Sarzana nel 1204. Tuttavia, essi continuarono a recarsi a Luni per la loro investitura, come Enrico da Fucecchio, che nel 1273 volle celebrare la sua prima messa in ciò che restava dell'antica chiesa.

## Eredità
Nel 2013 le vicende della cattedrale di Luni sono state presentate in una mostra dedicata alla diffusione del cristianesimo nel territorio lunense allestita al Museo Diocesano di Sarzana. L’esposizione, dal titolo “La fede nella terra di Luni” ha voluto presentare una serie di materiali di età tardo antica e alto medievale provenienti dagli scavi dell’antica città di Luna che attestano la diffusione della fede cristiana in quest’area a partire dagli inizi del V secolo d.C.